# Список кавалеров ордена «За заслуги перед Отечеством» III степени

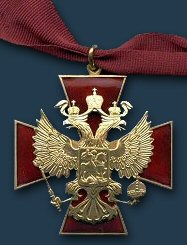
Орден «За заслуги перед Отечеством» III степени

Это список кавалеров ордена «За заслуги перед Отечеством» III степени (после даты стоит номер указа Президента Российской Федерации, которым произведено награждение)

## Кавалеры ордена III степени, награждённые по опубликованным указам
- Список кавалеров ордена III степени за 1994 год
- Список кавалеров ордена III степени за 1995 год
- Список кавалеров ордена III степени за 1996 год
- Список кавалеров ордена III степени за 1997 год
- Список кавалеров ордена III степени за 1998 год
- Список кавалеров ордена III степени за 1999 год
- Список кавалеров ордена III степени за 2000 год
- Список кавалеров ордена III степени за 2001 год
- Список кавалеров ордена III степени за 2002 год
- Список кавалеров ордена III степени за 2003 год
- Список кавалеров ордена III степени за 2004 год
- Список кавалеров ордена III степени за 2005 год
- Список кавалеров ордена III степени за 2006 год
- Список кавалеров ордена III степени за 2007 год
- Список кавалеров ордена III степени за 2008 год
- Список кавалеров ордена III степени за 2009 год
- Список кавалеров ордена III степени за 2010 год
- Список кавалеров ордена III степени за 2011 год
- Список кавалеров ордена III степени за 2012 год
- Список кавалеров ордена III степени за 2013 год
- Список кавалеров ордена III степени за 2014 год
- Список кавалеров ордена III степени за 2015 год
- Список кавалеров ордена III степени за 2016 год
- Список кавалеров ордена III степени за 2017 год
- Список кавалеров ордена III степени за 2018 год
- Список кавалеров ордена III степени за 2019 год
- Список кавалеров ордена III степени за 2020 год
- Список кавалеров ордена III степени за 2021 год
- Список кавалеров ордена III степени за 2022 год
- Список кавалеров ордена III степени за 2023 год
- Список кавалеров ордена III степени за 2024 год
- Список кавалеров ордена III степени за 2025 год

## Кавалеры ордена III степени, награждённые по неопубликованным указам
В данный раздел включены кавалеры, указы о награждении которых не были опубликованы в «Собрании законодательства Российской Федерации» или «Российской газете».

### Год не указан
1. Аброськин, Николай Павлович — советский и российский военный и государственный деятель.
2. Авдеев, Алексей Юрьевич — генерал-лейтенант.
3. Бортников, Александр Васильевич — директор Федеральной службы безопасности Российской Федерации[1]
4. Богомолов, Александр Станиславович — полковник
5. Бунин, Сергей Викторович — генерал-полковник
6. Бухтояров, Александр Иванович — первый заместитель губернатора Курганской области
7. Верховцев, Владимир Николаевич — генерал-полковник
8. Гаврилов, Николай Фёдорович — начальник Управления авиации Федеральной службы безопасности Российской Федерации
9. Гридин, Леонид Александрович — медик
10. Дворников, Александр Владимирович — генерал-полковник
11. Ефремов, Вениамин Павлович — учёный, конструктор в области радиолокации и автоматических систем управления, академик Российской академии наук[2]
12. Егоров, Владимир Григорьевич — адмирал
13. Захаров, Лев Григорьевич — конструктор ракетных комплексов
14. Завершинский, Владимир Иванович — генерал-полковник
15. Золотов, Виктор Васильевич — начальник Службы безопасности Президента Российской Федерации — заместитель директора Федеральной службы охраны Российской Федерации[3]
16. Иванов, Сергей Борисович — руководитель Администрации Президента Российской Федерации[4]
17. Иванаев, Андрей Сергеевич — генерал-лейтенант
18. Ивашов, Леонид Григорьевич — генерал-полковник
19. Каракаев, Сергей Викторович — генерал-полковник
20. Келехсаев, Владимир Ильич — полковник[5][6]
21. Кийко, Михаил Юрьевич — заместитель директора Федеральной службы Российской Федерации по контролю за оборотом наркотиков[7]
22. Козлов, Михаил Сергеевич — политический деятель
23. Кулишов, Владимир Григорьевич
24. Кураленко, Сергей Васильевич — генерал-полковник
25. Куроедов, Владимир Иванович — адмирал флота
26. Литвинов, Иван Никитович — адмирал
27. Муров, Евгений Алексеевич.
28. Медведев, Александр Владимирович — главный конструктор ОАО «Ростовский оптико-механический завод»
29. Михайлик, Дмитрий Иванович — генерал-лейтенант
30. Михайлов, Владимир Сергеевич — генерал-полковник
31. Мурадов, Рустам Усманович — генерал-лейтенант
32. Нечаев, Михаил Владимирович — заместитель руководителя Службы контрразведки ФСБ России, руководитель Департамента контрразведывательных операций, генерал-полковник (орден с изображением мечей)[8]
33. Нургалиев, Рашид Гумарович.
34. Панков, Николай Александрович.
35. Патрушев, Николай Платонович — секретарь Совета безопасности Российской Федерации[9]
36. Познихир, Виктор Викторович — генерал-лейтенант[10]
37. Поповкин, Владимир Александрович.
38. Проничев, Владимир Егорович.
39. Пигин, Евгений Александрович — главный конструктор ОАО «Научно-исследовательский институт приборостроения имени В. В. Тихомирова»
40. Рахманинов, Юрий Павлович — генеральный директор ОАО «Трансинжстрой»
41. Сердюков, Андрей Николаевич — генерал-полковник
42. Рогожкин, Николай Евгеньевич.
43. Ромодановский, Константин Олегович — Директор Федеральной миграционной службы[11].
44. Смирнов, Сергей Михайлович.
45. Соболев, Валентин Алексеевич.
46. Соловцов, Николай Евгеньевич — генерал-полковник, командующий Ракетными войсками стратегического назначения (2001—2009)[12].
47. Соловьёв, Геннадий Леонидович — генерал-лейтенант
48. Смурова, Елена Юрьевна — ватерполистка
49. Старовойтов, Александр Владимирович.
50. Сыромолотов, Олег Владимирович — заместитель министра иностранных дел Российской Федерации, руководитель Службы контрразведки ФСБ России (2004—2015), генерал армии[13]
51. Тарасов, Василий Владимирович — полковник
52. Торшин, Юрий Николаевич — полковник
53. Тимакова, Наталья Александровна — пресс-секретарь Президента Российской Федерации[14]
54. Тихонов, Александр Евгеньевич — генерал-полковник
55. Тихонов, Василий Петрович — конструктор вооружений и военной техники
56. Устинов, Евгений Алексеевич — генерал-полковник
57. Уткин, Дмитрий Валерьевич
58. Обносов, Борис Викторович — генерал-майор
59. Хрулёв, Анатолий Николаевич — генерал-полковник
60. Фридляндер, Иосиф Наумович — учёный-металловед, академик Российской академии наук[15]
61. Фридинский, Сергей Николаевич — генерал-полковник юстиции
62. Чайко, Александр Юрьевич — генерал-лейтенант
63. Ченчик, Сергей Михайлович
64. Шишин, Сергей Владимирович
65. Шляхтуров, Александр Васильевич — начальник Главного разведывательного управления (ГРУ) Генерального штаба Вооруженных Сил Российской Федерации[16]
66. Головко, Александр Валентинович — командующий Космическими войсками — заместитель Главнокомандующего ВКС, генерал-полковник
67. Кириллов, Игорь Анатольевич — начальник войск радиационной, химической и биологической защиты Вооружённых сил Российской Федерации[17]
68. Шувалов, Игорь Иванович — государственный деятель[18]
69. Горовой, Александр Владимирович — Первый заместитель министра внутренних дел Российской Федерации
70. Костюков, Игорь Олегович — Начальник Генерального штаба Вооружённых сил Российской Федерации — Начальник Главного управления Генерального штаба Вооружённых сил Российской Федерации, адмирал
71. Иванов, Виктор Петрович — председатель Государственного антинаркотического комитета[19]
72. Цеков, Олег Муссович — Заместитель начальника Общевойсковой академии Вооружённых Сил Российской Федерации, генерал-лейтенант[20]

### По годам
1. 1995 год — Аншаков, Геннадий Петрович — доктор технических наук[21]
2. 1995 год — Фомин, Георгий Евгеньевич — конструктор ракетно-космической техники
3. 1996 год — Лагутин, Борис Николаевич — главный конструктор и директор ФГУП «Московский институт теплотехники»[22]
4. 1996 год — Протасов, Виктор Дмитриевич — конструктор в области ракетостроения,
5. 1999 год — Ивашутин, Пётр Иванович — генерал армии
6. 5 мая 1999 года — Когатько, Григорий Иосифович — генерал-полковник[23]
7. 2000 год — Илькаев, Радий Иванович — директор и первый заместитель научного руководителя Российского федерального ядерного центра — ВНИИЭФ[24]
8. 21 февраля 2000 года, № 416 — Воробьёв, Юрий Леонидович — первый заместитель министра Российской Федерации по делам гражданской обороны, чрезвычайным ситуациям и ликвидации последствий стихийных бедствий.
9. 2000 год — Корнуков, Анатолий Михайлович — генерал армии[25].
10. 2000 год — Шишин, Сергей Владимирович — генерал-полковник
11. 2001 год — Акопян, Иосиф Григорьевич —— генеральный директор, генеральный конструктор открытого акционерного общества «Московский научно-исследовательский институт „Агат“»
12. 15 апреля 2001 года — Райфикешт, Владимир Фёдорович — политический деятель
13. 30 декабря 2002 года, № 1471 — Дризе, Иосиф Матвеевич — главный конструктор, начальник отдела открытого акционерного общества «Научно-исследовательский электромеханический институт»[26]
14. 14 марта 2003 года, № 332 — Ефремов, Герберт Александрович — генеральный директор, генеральный конструктор федерального государственного унитарного предприятия «Научно-производственное объединение машиностроения»[26]
15. 2003 год — Рушайло, Владимир Борисович — генерал-полковник[27]
16. 2004 год — Джафаров, Искендер Садыхович — советник президента ОАО «Газпром нефть»,[28]
17. 2005 год — Вареных, Николай Михайлович — директор Федерального государственного унитарного предприятия "Федеральный научно-производственный центр «Научно-исследовательский институт прикладной химии»[29]
18. 2005 год — Громов, Борис Всеволодович — губернатор Московской области[30]
19. 2005 год — Иванов, Игорь Сергеевич — российский дипломат, секретарь Совета Безопасности России[31]
20. 2005 — Романов, Алексей Викторович — полковник
21. 2005 — Кожин, Владимир Игоревич — управляющий делами Президента Российской Федерации
22. 30 декабря 2006 года, № 1493 — Балуевский, Юрий Николаевич — генерал армии[32]
23. 2007 год — Мак, Артур Афанасьевич — учёный-физик, научный руководитель Института лазерной физики НПК «ГОИ им. С. И. Вавилова»[33]
24. 2007 год — Михайлов, Владимир Сергеевич — генерал армии
25. 2007 год — Пялов, Владимир Николаевич — начальник — генеральный конструктор федерального государственного унитарного предприятия "Санкт-Петербургское морское бюро машиностроения «Малахит»[34]
26. 2008 год — Гаврилин, Борис Николаевич — начальник, главный конструктор федерального государственного предприятия «Государственный научно-исследовательский институт приборостроения»[35]
27. 2008 год — Каблов, Евгений Николаевич — генеральный директор федерального государственного унитарного предприятия «Всероссийский научно-исследовательский институт авиационных материалов»[35]
28. 2008 год — Чекалин, Александр Алексеевич — генерал-полковник милиции в отставке
29. 2009 год — Булгаков, Владимир Васильевич — генерал-полковник
30. 2010 год — Нарышкин, Сергей Евгеньевич — Руководитель Администрации Президента Российской Федерации[36][37]
31. 2010 год — Шерстюк, Владислав Петрович[38]
32. 2010 год — Каидов, Зулкаид Гусейнович — генерал-майор
33. 2010 год — Медоев, Игорь Башерович — генерал-майор
34. 2011 год — Костюков, Валентин Ефимович — директор Российского федерального ядерного центра — Всероссийского научно-исследовательского института экспериментальной физики, Нижегородская область[39]
35. 2011 год — Ткачёв, Александр Николаевич — глава администрации (губернатор) Краснодарского края[40].
36. 2012 год — Абрамов, Александр Сергеевич — помощник Президента Российской Федерации[41]
37. 2012 год — Беглов, Александр Дмитриевич — заместитель руководителя Администрации Президента Российской Федерации[41]
38. 2012 год — Володин, Вячеслав Викторович — первый заместитель руководителя Администрации Президента Российской Федерации[41]
39. 2012 год — Голикова, Татьяна Алексеевна — министр здравоохранения и социального развития Российской Федерации[42]
40. 2012 год — Юхнин, Владимир Евгеньевич — первый заместитель генерального директора — генеральный конструктор Северного проектно-конструкторского бюро[43]
41. 2012 год — Щёголев, Игорь Олегович — помощник президента Российской Федерации[44]
42. 2012 год — Булавин, Владимир Иванович — первый заместитель секретаря Совета безопасности Российской Федерации
43. 2013 год — Волков, Эдуард Петрович — академик Российской академии наук, генеральный директор открытого акционерного общества «Энергетический институт имени Г. М. Кржижановского», Москва[45]
44. 2013 год — Гареев, Махмут Ахметович — президент Академии военных наук Российской Федерации[46]
45. 2013 год — Дегтерёв, Александр Степанович — генеральный директор открытого акционерного общества «Центральное конструкторское бюро „Геофизика“»[47]
46. 21 марта 2014 года, № 163 — Вексельберг, Виктор Феликсович — председатель наблюдательного комитета группы компаний «Ренова»[48]
47. 2014 год — Витко, Александр Викторович — командующий Черноморским флотом ВМФ Российский Федерации[49][50].
48. 2014 год — Галкин, Александр Викторович — генерал-полковник
49. 2014 год — Герасимов, Валерий Васильевич — генерал армии[51]
50. 2014 год — Гапликов, Сергей Анатольевич — президент Государственной корпорации по строительству олимпийских объектов и развитию города Сочи как горноклиматического курорта[52].
51. 2014 год — Лукин, Владимир Петрович — президент Общероссийской общественной организации «Паралимпийский комитет России»[52].
52. 2016 год — Потанин, Владимир Олегович — президент, председатель правления ГМК «Норильский никель»[53]
53. 2016 год — Тхакушинов, Аслан Китович — глава Республики Адыгея[54].
54. 11 марта 2016 года, № 110 — Капашин, Валерий Петрович — начальник Федерального управления по безопасному хранению и уничтожению химического оружия при Министерстве промышленности и торговле Российской Федерации[55]
55. 2017 год — Гончаренко, Иван Максимович — первый заместитель генерального директора АО «Рособоронэкспорт», Москва[56]
56. 2018 год — Камболов, Марат Аркадьевич — вице-президент федерального государственного бюджетного учреждения "Национальный исследовательский центр «Курчатовский институт»[57].
57. 2018 год — Усманов, Алишер Бурханович — предприниматель и меценат[58]
58. 2018 год — Рязанский, Валерий Владимирович — председатель комитета Совета Федерации по социальной политике[59]
59. 2019 год — Фомин, Александр Васильевич — генерал-полковник
60. 2020 год — Язов, Дмитрий Тимофеевич — Маршал Советского Союза[60]
61. 2020 год — Федун, Леонид Арнольдович — президент футбольного клуба «Спартак», Вице-президент ПАО «ЛУКОЙЛ»[61]
62. 2020 год — Бекетов, Владимир Андреевич — представитель Краснодарского края в Совете Федерации[62]
63. 21 сентября 2021 года, № 540 — Кадыров, Рамзан Ахматович — Глава Чеченской Республики[63]
64. 24 ноября 2021 года — Мишин, Алексей Николаевич — тренер по фигурному катанию[64]
65. 2022 год — Бородин, Павел Павлович — председатель правления Союза предпринимателей евразийского экономического пространства «Деловой союз Евразии»[65]
66. 2022 год — Когогин, Сергей Анатольевич — генеральный директор ПАО «КАМАЗ»[66]
67. 2022 год — Балицкий, Евгений Витальевич —  временно исполняющий обязанности губернатора Запорожской области[67]
68. 2022 год — Сальдо, Владимир Васильевич — временно исполняющий обязанности губернатора Херсонской области[67]
69. 2022 год — Анашкин, Геннадий Владимирович — командующий Российским миротворческим контингентом в Нагорном Карабахе, генерал-лейтенант[68]
70. 2023 год — Лимаренко, Валерий Игоревич — губернатор Сахалинской области[69]
71. 2023 год — Слуцкий, Леонид Эдуардович — депутат Государственной думы Федерального собрания Российской Федерации, председатель Комитета Государственной думы по международным делам, руководитель фракции Политической партии ЛДПР – Либерально-демократической партии России в Государственной Думе[70]
72. 2023 год — Савельев, Виталий Геннадьевич — министр транспорта Российской Федерации[71]
73. 2023 год — Нерадько, Александр Васильевич — руководитель Федерального агентства воздушного транспорта[71]
74. 28 апреля 2023 года — Зюганов, Геннадий Андреевич — Председатель Центрального Комитета Коммунистической партии Российской Федерации[72]
75. 2024 год — Шульгинов, Николай Григорьевич — Министр энергетики Российской Федерации (до 7 мая 2024 года)[73]
76. 2025 год — Аксаков, Анатолий Геннадьевич — Председатель комитета Государственной Думы Федерального собрания Российской Федерации по финансовому рынку[74]